# Arquebisbat de Mèrida-Badajoz
L'arxidiòcesi de Mèrida-Badajoz és la seu episcopal principal d'Extremadura, a Espanya. Les seves seus són la Catedral de Badajoz i la Cocatedral de Mèrida.

## Descripció de l'arxidiòcesi
L'arxidiòcesi de Mèrida-Badajoz va ser erigida pel papa Joan Pau II en 1994, restituint, d'aquesta manera, l'antic arquebisbat de Mèrida i recollint el ric llegat del bisbat de Badajoz.
Juntament amb la metropolitana, dues diòcesis més conformen la Província Eclesiàstica d'Extremadura, la diòcesi de Còria-Càceres i la de Plasència.
| Catedral                      | Advocació                  | Diòcesi        |
| Arxidiòcesi de Mèrida-Badajoz |                            |                |
| Catedral de Badajoz           | Sant Joan Baptista         | Mèrida-Badajoz |
| Concatedral de Mèrida         | Santa Maria la Major       | Mèrida-Badajoz |
| Catedral de Còria             | Verge de l'Assumpció       | Còria-Càceres  |
| Cocatedral de Càceres         | Mare de Déu                | Còria-Càceres  |
| Catedral Nova de Plasència    | Santa Maria de l'Assumpció | Plasència      |
| Catedral Vella de Plasència   | Mare de Déu                | Plasència      |

Els límits de la diòcesi coincideixen, gairebé per complet, amb els de la província de Badajoz, exceptuant la zona de Don Benito que pertany a la diòcesi de Plasència. Quant a la Província Eclesiàstica, aquesta ocupa el territori de la Comunitat autònoma d'Extremadura i part de la província de Salamanca, en concret la zona de Béjar.

## Història
La història de l'arxidiòcesi es remunta a l'antiga Emèrita Augusta, (actual Mèrida), importantíssima seu arquebisbal en època visigoda, encara que desapareguda durant molts segles.

### La seu arquebisbal de Mèrida
Les primeres comunitats cristianes estables apareixen prou arrelades a la Lusitània ja en el segle iii. La carta de sant Ciprià al clergat i poble d'Emèrita Augusta (255-257) és el document més antic que posseïm de la Província Metropolitana de Lusitània, amb capitalitat a Augusta Emèrita, de la qual van ser sufragànies les diòcesis de Pax Iulia (Beja), Olissipo (Lisboa), Ossonoba (Faro), Egitania (Idanha-a-Velha), Conimbriga (Coïmbra), Bisseon (Viseu), Lameco (Lamego), Caliabria (?), Ebora Liberalitas Iulia (Évora), Salmantica (Salamanca), Abula (Àvila), Cauria (Còria) i Numantia (Zamora), de les quals solament Caliabria ofereix dubtes sobre la seva localització.
De l'època en què Mèrida va ser cap d'aquesta extensa arxidiòcesi es conserven notícies molt esporàdiques dels seus Arquebisbes. En el segle III comença la sèrie de metropolitans emeritencs amb Marçal (-255), deposat pels seus propis feligresos que van col·locar en el seu lloc a Fèlix (255?).
En el segle iv apareix el pontificat de Liberi que va assistir al Concili d'Iliberis (311) i al celebrat a Arle (314). Va ser el primer arquebisbe de Mèrida després de l'Edicte de Tolerància promulgat per Constantí el Gran (313); el va succeir Florentí, de qui es conserven poques dades. Cap a finals d'aquesta centúria se situa el pontificat d'Idaci, que va perseguir juntament amb el bisbe Itaci d'Oxonoba, a l'heretge Priscil·lià i als seus partidaris (384-400) fins a aconseguir la seva condemna a mort. Això li va ocasionar un dur enfrontament amb els seus feligresos, que van acabar per deposar-lo. Segueixen Patruí (385-402) i Gregori, citat en una de les Decretals d'Innocenci III. L'ocupació d'Hispània pels pobles germànics no va afectar la seu arquebisbal, que va ser respectada.
Continua la successió amb Antoni (445-449), que lluita contra maniqueus i priscil·lianistes; i Zenó (c 483), Vicari Apostòlic a Espanya. Sant Pau de Mèrida (530-560), metge d'origen grec, promogut a la seu arquebisbal ja en el segle vi i el llarg pontificat del qual va ser un dels més compromesos per la lluita contra els heretges arians, majoritaris en la diòcesi. Va associar a la seu al seu nebot Sant Fidel, qui el va succeir en morir.
A Fidel el va succeir la rellevant figura de Massona, el més destacat dels arquebisbes de Mèrida i una de les personalitats més notables de la seva època. Va sofrir persecució per part del rei Leovigild perquè es fes arià; va aconsellar al príncep Hermenegild, convertit al catolicisme, i va assistir al III Concili de Toledo (589), en el qual el rei Recared va abjurar de l'heretgia ariana i es va convertir al Catolicisme.
A aquest els van succeir en la seu metropolitana, durant el s. VII: Innocenci (606-616); Renovat (616-632); Esteve I (632-637) que va estar en el IV Concili de Toledo; Oronci (638-653) que va assistir al VII i VIII Concilis de Toledo; Profiri (666); Fest (672); Esteve II (680-684) que assistí al XIV Concili toledà; un Zenó, el pontificat del qual es creu va tenir lloc en el s. V; Màxim (688-693), i Ariulf, últim dels metropolitans que correspon a època visigoda, ja que en el seu pontificat es va produir la invasió i ocupació de Lusitània pels musulmans.
Aquesta ocupació de Mèrida pels berbers africans (714) sota el mandat de Mussa ibn Nussayr no va haver de significar una ruptura en la línia de successió dels arquebisbes emeritencs, ja que encara sota la dominació musulmana s'esmenta Arulpho (862), citat per Sant Eulogi de Còrdova com un dels assistents al Concili d'aquella ciutat convocat per l'emir Abd-ar-Rahman II per combatre els martiris voluntaris dels mossàrabs, refugiant-se en la fortalesa de Bathalios (Badajoz) sota la protecció del reietó ibn-Marwan Al Giliqi, renegat cristià que s'havia revoltat contra l'emir cordovès.
Ja no seria fins al segle xii (1119) quan el papa Calixt II, en crear la Província Metropolitana de Santiago de Compostel·la, hi va traslladar tots els drets i privilegis, així com les seus sufragànies de l'arquebisbat emeritenc fins que es reconquerís Mèrida i es reposés la seva seu arquebisbal. Aquesta circumstància es va produir en 1228, quan el rei Alfons IX de Lleó va prendre la ciutat al poder musulmà; però el fet que col·laboressin amb el monarca lleonès l'arquebisbe Bernardo de Santiago i el Mestre de la recentment creada Orde i cavalleria de Sant Jaume, va fer que cap dels dos estigués disposat a restablir la Seu Metropolitana.
El papa Gregori IX va insistir en la restauració de la Seu de Mèrida (butlla del 29 d'octubre de 1230) al citat arquebisbe Bernardo, qui va complir les exigències del Pontífex, nomenant Alfons, porcionari de l'Església de Santiago, com a bisbe de Mèrida, però seria anul·lat el seu nomenament als pocs mesos pel mateix arquebisbe. I amb la finalitat d'evitar una nova restauració, va cedir Mèrida i la seva terra als cavallers de l'Orde de Sant Jaume, que hi van establir el Provisorat de la Província de Lleó d'aquesta Ordre.

### La seu episcopal de Badajoz
La història de la diòcesi de Badajoz es remunta al segle x, quan, sota el Califat de Còrdova, es nomenen bisbes baicienses com Theudocutus (904); Iulius (932), en època d'Abd-al-Raman II En-Nassir i Daniel (1000).
Després de la invasió musulmana, la seu episcopal es restaurarà en el segle xiii gràcies a la butlla del papa Gregori IX. No obstant això, no seria fins al regnat d'Alfons X El Savi, quan es creà a Badajoz un capítol catedralici amb els seus privilegis, i es determinarà una circumscripció territorial pròpia, separada de la jurisdicció dels ordes de cavalleria, per la Butlla del Papa Alexandre IV (1255) que va nomenar bisbe de la diòcesi Fra Pedro Pérez.
L'àrea territorial diocesana de la Seu Pacenca va ser durant segles molt petita, ja que s'estenia en una petita franja estreta sobre la frontera portuguesa, des d'Alburquerque fins a Zafra i Fregenal de la Sierra. L'esdeveniment històric més rellevant per a aquesta diòcesi va ser la publicació de la Butlla “Quo Gravius” (1873), del papa Pius IX, per la qual se suprimien els Priorats dels Ordes militars de Sant Jaume (Llerena) i d' Alcántara (Magacela i Zalamea de la Serena), i els seus amplíssims territoris jurisdiccionals van quedar, en la seva gran majoria, integrats en la Diòcesi de Badajoz; amb la qual cosa augmentaria en més de cinc vegades la seva superfície territorial i la seva població.
Ja en el segle xx, es modificarien de nous els seus límits diocesans per un Decret de la Seu Apostòlica (1958) que va agregar al bisbat de Badajoz l'arxiprestat de Castuera, que pertanyia al de Còrdova, així com alguns pobles de la Diòcesi de Còria. En canvi, va perdre l'arxiprestat de Montánchez, que va quedar agregat a la seu caurienca.
Amb aquestes modificacions la diòcesi de Badajoz va quedar amb una extensió de 17.396 quilòmetres quadrats, i una població aproximada de sis-cents mil habitants, que representen pràcticament la totalitat de la província de la Baixa Extremadura.

### La restitució de l'arquebisbat
Finalment, el dia 28 de juliol de 1994, el papa Joan Pau II, per la Butlla Universae Ecclesiae sustinentes crea la nova Província Eclesiàstica de Mèrida-Badajoz, que comprèn les tres diòcesis extremenyes: Badajoz, Còria-Càceres i Plasencia, i nomena primer Arquebisbe de la nova Seu Metropolitana monsenyor Antonio Montero Moreno, que pren possessió de l'Arxidiòcesi en l'acte d'execució d'aquesta Butlla, a Mèrida, el dia 12 d'octubre de 1994Arzobispado de Mèrida-Badajoz.

## Divisió territorial
Després de la reestructuració del territori diocesà efectuada pel prelat Celso Morga en 2015, la diòcesi queda dividida en els següents vicariats:
- Vicariat de la Ciutat de Badajoz i Olivenza', amb la denominació San Juan Bautista.
- Vicariat de la Ciutat de Mèrida, amb la denominació Santa Eulalia.
- Vicariat Centro-Nord-oest, amb la denominació San Juan Macías.
- Vicariat Sud-est, amb la denominació  Nuestra Señora de Guadalupe.
- Vicariat Sud-oest, amb la denominació Pedro de Alcántara.

## Episcopologi
Veure Llista de bisbes de Mèrida-Badajoz

## Patrons
Els titulars oficials de la diòcesi són la Verge de Guadalupe i Sant Joan Baptista, encara que també exerceix el seu patronatge Santa Eulalia de Mèrida, patrona de la seu emeritenca i referent del cristianisme primitiu a la península.
Així mateix, diversos prelats de la seu metropolitana han arribat als altars; Sant Masona, Sant Fidel i Sant Pau, arquebisbes de Mèrida i Sant Joan de Ribera, bisbe de Badajoz.

## Principals institucions
- Palau Arquebisbal de Mèrida. San Salvador, 3. Mèrida.
- Palau Arquebisbal de Badajoz. Sant Joan de Ribera, 2. Badajoz.
- Càritas Diocesana de Mèrida-Badajoz. Avinguda d'Antonio Massa Campos. Badajoz.
- Seminari Metropolità de Sant Atón. la Canyada de Sancha Brava. Badajoz.
- Institut Superior de Ciències Religioses "Verge de Guadalupe". Ramón Albarrán, 36. Badajoz.
- Col·legi Diocesà "San Atón". Avinguda de Manuel Saavedra Martínez. Badajoz.